# Сертанзинью (Сан-Паулу)
Сертанзинью (порт. Sertãozinho)  —  муниципалитет в Бразилии, входит в штат Сан-Паулу. Составная часть мезорегиона Рибейран-Прету. Входит в экономико-статистический микрорегион Рибейран-Прету. Население составляет 125 815 человек на 2019 год. Занимает площадь 403,089 км². Плотность населения — 312,1 чел./км².
Праздник города — 5 декабря.

## История
Город основан 5 декабря 1886 года. 

## Статистика
- Валовой внутренний продукт на 2005 год составляет 1 861 610 000,00 реалов (данные: Бразильский институт географии и статистики).
- Валовой внутренний продукт на душу населения на 2005 год составляет 17 794,00 реала (данные: Бразильский институт географии и статистики).
- Индекс развития человеческого потенциала на 2000 год составляет 0,833 (данные: Программа развития ООН).

## География
Климат местности: тропический. В соответствии с классификацией Кёппена, климат относится к категории Aw.

## Известные уроженцы
- Эдер Габриэл Милитан — бразильский футболист, центральный защитник клуба «Реал Мадрид» и национальной сборной Бразилии по футболу[1].